# Departamento de Maullín
El Departamento de Maullín fue uno de las primeras entidades administrativas que conformaron la Provincia de Llanquihue, su cabecera fue la ciudad y puerto de Maullín. El departamento fue instaurado el 12 de febrero de 1937 por la Ley n.º 6.027 tras la división de la Provincia de Chiloé dando a conocer a la Provincia de Llanquihue, mientras que fue suprimido el 7 de enero de 1976 por el decreto DL n.º 1317 transformándose a lo que actualmente sería correspondiente a las comunas de Maullín y Los Muermos.

## Historia
Maullín nació tras la separación de la provincia de Llanquihue de Chiloé en 1937, esto firmado por la Ley n.º 6.027 cual crearía Puerto Varas, Llanquihue y Calbuco, además de Maullín. El departamento perduro hasta 1976, donde sería suprimido y disuelto siendo actualmente el equivalente a los territorios de las comunas de Maullín y Los Muermos.

## Administración
El departamento estaba administrado por dos comunas y sus respectivas subdelegaciones, esto entre 1937 y 1976 con las municipalidades de Los Muermos y Maullín:
| Municipalidades | Subdelegaciones |
| --------------- | --------------- |
| Maullín         | 1a Maullín      |
| Los Muermos     | 2a Los Muermos  |